# وست ماس ان‌وال
وست ماس ان‌وال (به هلندی: West Maas en Waal) یک شهرستان در هلند است که در خلدرلاند واقع شده‌است. وست ماس ان‌وال ۷ متر بالاتر از سطح دریا واقع شده‌است.